# Flen (gemeente)
Flen is een Zweedse gemeente in Södermanland. De gemeente behoort tot de provincie Södermanlands län. Ze heeft een totale oppervlakte van 830,6 km² en telde 16.412 inwoners eind 2005.

## Plaatsen
- Flen (stad)
- Malmköping
- Hälleforsnäs
- Sparreholm
- Mellösa
- Bettna
- Orrhammar
- Skebokvarn
- Vadsbro
- Fornebo